# Distrikt Butambala
Butambala ist ein Distrikt in Zentraluganda. Die Hauptstadt des Distrikts ist Gombe. 

## Lage
Dieser Distrikt grenzt im Westen und Nordwesten an den Distrikt Gomba, im Nordosten an den Distrikt Mityana, im Osten und Süden an den Distrikt Mpigi und im Südwesten an den Distrikt Kalungu.

## Geschichte
Der Distrikt Bukomansimbi entstand 2009 aus Teilen des Distrikts Gomba.

## Demografie
Die Bevölkerungszahl wird für 2020 auf 107.800 geschätzt. Davon lebten im selben Jahr 15,4 Prozent in städtischen Regionen und 84,6 Prozent in ländlichen Regionen.
| Zensusjahr | Einwohnerzahl |
| ---------- | ------------- |
| 1994       | 074.062       |
| 2002       | 086.755       |
| 2014       | 100.840       |